# Gaby Huber
Gaby Huber (* 7. August 1980 in Zürich als Gabi Schmohl) ist eine Schweizer Squashspielerin. Sie ist achtfache Schweizer Meisterin und die international bestplatzierte Schweizer Squashspielerin.

## Leben
Gaby Huber wurde in Zürich geboren und ist in Langnau am Albis aufgewachsen. Sie ist Biologin und spielt seit ihrem achten Lebensjahr Squash, seit Anfang 2010 übt sie den Sport professionell aus. Im Jahr 2010 zog sie nach Sachseln und heiratete im April 2011 den Lokomotivführer Hermann Huber.
Huber spielt für den Squash Racket Club Winterthur und trainiert in Kriens. Im Herbst 2012 musste sie aufgrund einer chronischen Achillessehnen-Entzündung pausieren.

## Karriere
Huber war in den Jahren 2007, von 2009 bis 2014, sowie 2017 Schweizer Meisterin. Ihren bisher höchsten Weltranglistenplatz 29 erreichte sie im Januar 2012 und wurde damit die bislang bestklassierte Schweizer Squashspielerin. Sie war fester Bestandteil der Schweizer Nationalmannschaft und nahm mit ihr mehrfach an Weltmeisterschaften teil, unter anderem 1998, 2004, 2008 und 2018.
In den Jahren 2011 bis 2013 wurde sie französische Mannschafts-Meisterin mit Mülhausen und deutsche Mannschafts-Meisterin mit der Squash Insel Taufkirchen. 2007, 2008 und 2012 wurde sie Schweizer Interclub-Meisterin mit dem Squash Racket Club Winterthur.

## Erfolge
- Gewonnene WSA-Titel: 1
- Schweizer Meister: 7 Titel (2007, 2009–2014, 2017)

## Auszeichnungen
- 2011: Sportler der Stadt Winterthur, 3. Rang
- 2012: erfolgreiche Sachsler Sportlerin[3]